# Selección masculina de voleibol de Venezuela
La selección de voleibol de Venezuela es el equipo nacional de voleibol, controlado por la Federación Venezolana de Voleibol (FVV). Representa al país tanto en competiciones internacionales como en encuentros amistosos. 
Los mayores logros conseguidos han sido la medalla de oro en los Juegos Panamericanos de 2003, y las múltiples medallas de plata conseguidas en el Campeonato Sudamericano de Voleibol. 
A nivel continental, la selección venezolana suele ubicarse entre las potencias del continente junto con Brasil y Argentina
Equipos: Vikingos de miranda 
Fundación: 2011 
Sede: Municipio Puerto la Cruz 
Estado: Maracaibo 
Pabellón: Gimnasio Febres Cordero

## Historia
Durante el gobierno de Eleazar López Contreras, y a raíz de la fundación del Cuerpo de Bomberos de Caracas, se da inicio al voleibol en Venezuela. El periodista Herman "Chiquitín" Ettedgui organizó el primer partido en el Estadio San Agustín. El voleibol siguió practicándose entre 1931 y 1932 en el Colegio Americano de Caracas.
Este deporte se dejó al olvido hasta 1937, cuando deportistas venezolanos lo conocieron al cursar estudios fuera del país, entre ellos Luis Bigott y Leopoldo Márquez, quienes con algunos de sus compañeros originaron diversos equipos en la capital y por ello el diario El Universal publicó el mismo año el primer Reglamento Internacional del Voleibol.
Fue creada la Federación Venezolana de Voleibol, el 29 de junio de 1937, con la función de difundir el deporte el cual tuvo gran acogida, años después organizaron el primer encuentro nacional que logró reunir representaciones de los estados Aragua, Yaracuy, Miranda, Monagas y Distrito Federal, cuando se declaró cómo deporte en Venezuela.
Los primeros partidos interclubes que se escenificaron fueron entre el Unión Sport Club y la Escuela República de Chile en 1937. Con la progresiva práctica de este deporte en Venezuela, se fundaron otros clubes en diferentes regiones del país, además del Club Alegría, el Club Royal y el ya nombrado Unión Sport Club, se fundaron en Caracas por nombrar algunos; Rex Sport Club, Dos Caminos Sport Club, Monterrey, en el estado Yaracuy el Yaracuy Sport Club, en Maracay el San Pablo de Turmero y el América de Barquisimeto.

## Historial

### Juegos Olímpicos
| \| - 1964: No clasificó - 1968: No clasificó - 1972: No clasificó - 1976: No clasificó \| - 1980: No clasificó - 1984: No clasificó - 1988: No clasificó - 1992: No clasificó \| - 1996: No clasificó - 2000: No clasificó - 2004: No clasificó - 2008: 9° \| - 2012: No clasificó - 2016: No clasificó - 2020: 11° - 2024: Por definir \| |                                                                                     |                                                                           |                                                                           |
| - 1964: No clasificó - 1968: No clasificó - 1972: No clasificó - 1976: No clasificó | - 1980: No clasificó - 1984: No clasificó - 1988: No clasificó - 1992: No clasificó | - 1996: No clasificó - 2000: No clasificó - 2004: No clasificó - 2008: 9° | - 2012: No clasificó - 2016: No clasificó - 2020: 11° - 2024: Por definir |

### Liga de Naciones
| \| - 2018: No clasificó \| - 2019: No clasificó \| - 2021: No clasificó \| - 2022: No clasificó \| |                      |                      |                      |
| - 2018: No clasificó                                                                               | - 2019: No clasificó | - 2021: No clasificó | - 2022: No clasificó |

### Campeonato Mundial
| \| - 1949: No clasificó - 1952: No clasificó - 1956: No clasificó - 1960: 10° - 1962: No clasificó \| - 1966: No clasificó - 1970: 23° - 1974: 21° - 1978: 21° - 1982: 19° \| - 1986: 16° - 1990: 16° - 1994: No clasificó - 1998: No clasificó - 2002: 17° \| - 2006: 17° - 2010: 19° - 2014: 17° - 2018: No clasificó - 2022: No clasificó \| |                                                                      |                                                                               |                                                                               |
| - 1949: No clasificó - 1952: No clasificó - 1956: No clasificó - 1960: 10° - 1962: No clasificó | - 1966: No clasificó - 1970: 23° - 1974: 21° - 1978: 21° - 1982: 19° | - 1986: 16° - 1990: 16° - 1994: No clasificó - 1998: No clasificó - 2002: 17° | - 2006: 17° - 2010: 19° - 2014: 17° - 2018: No clasificó - 2022: No clasificó |

### Liga Mundial
| \| - 1990: No participó - 1991: No participó - 1992: No participó - 1993: No participó - 1994: No participó - 1995: No participó - 1996: No participó \| - 1997: No clasificó - 1998: No clasificó - 1999: No participó - 2000: No participó - 2001: 13° - 2002: 13° - 2003: 13° \| - 2004: No participó - 2005: 7° - 2006: No participó - 2007: No participó - 2008: 13° - 2009: 16° - 2010: No participó \| - 2011: No clasificó - 2012: No participó - 2013: No participó - 2014: No participó - 2015: 30° - 2016: 30° - 2017: 34° \| | | | |
| - 1990: No participó - 1991: No participó - 1992: No participó - 1993: No participó - 1994: No participó - 1995: No participó - 1996: No participó | - 1997: No clasificó - 1998: No clasificó - 1999: No participó - 2000: No participó - 2001: 13° - 2002: 13° - 2003: 13° | - 2004: No participó - 2005: 7° - 2006: No participó - 2007: No participó - 2008: 13° - 2009: 16° - 2010: No participó | - 2011: No clasificó - 2012: No participó - 2013: No participó - 2014: No participó - 2015: 30° - 2016: 30° - 2017: 34° |

### Copa Mundial
| \| - 1965: No participó - 1969: No participó - 1977: No participó - 1981: No participó \| - 1985: No participó - 1989: No participó - 1991: No participó - 1995: No participó \| - 1999: No participó - 2003: 8° - 2007: No clasificó - 2011: No clasificó \| - 2015: 11° - 2019: No clasificó \| |                                                                                     |                                                                           |                                  |
| - 1965: No participó - 1969: No participó - 1977: No participó - 1981: No participó | - 1985: No participó - 1989: No participó - 1991: No participó - 1995: No participó | - 1999: No participó - 2003: 8° - 2007: No clasificó - 2011: No clasificó | - 2015: 11° - 2019: No clasificó |

### Juegos Panamericanos
| \| - 1955: 6° - 1959: 5° - 1963: 5° - 1967: 5° - 1971: 4° \| - 1975: 5° - 1979: 8° - 1983: 6° - 1987: No clasificó - 1991: No clasificó \| - 1995: 4° - 1999: 5° - 2003: Campeón - 2007: 4° - 2011: 8° \| - 2015: No clasificó - 2019: No clasificó - 2023: Por definir \| |                                                                            |                                                             |                                                               |
| - 1955: 6° - 1959: 5° - 1963: 5° - 1967: 5° - 1971: 4° | - 1975: 5° - 1979: 8° - 1983: 6° - 1987: No clasificó - 1991: No clasificó | - 1995: 4° - 1999: 5° - 2003: Campeón - 2007: 4° - 2011: 8° | - 2015: No clasificó - 2019: No clasificó - 2023: Por definir |

### Campeonato Sudamericano
| \| - 1951: No participó - 1956: No participó - 1958: No participó - 1961: No participó - 1962: No participó - 1964: 2° - 1967: 2° - 1969: 2° - 1971: No participó \| - 1973: 3° - 1975: 2° - 1977: No participó - 1979: 2° - 1981: 4° - 1983: 4° - 1985: 2° - 1987: 3° - 1989: 3° \| - 1991: 3° - 1993: 4° - 1995: 3° - 1997: 2° - 1999: 3° - 2001: 3° - 2003: 2° - 2005: 3° - 2007: 3° \| - 2009: 3° - 2011: 3° - 2013: No participó - 2015: 4° - 2017: 2° - 2019: 4° - 2021: No participó \| | | |                                                                                                  |
| - 1951: No participó - 1956: No participó - 1958: No participó - 1961: No participó - 1962: No participó - 1964: 2° - 1967: 2° - 1969: 2° - 1971: No participó | - 1973: 3° - 1975: 2° - 1977: No participó - 1979: 2° - 1981: 4° - 1983: 4° - 1985: 2° - 1987: 3° - 1989: 3° | - 1991: 3° - 1993: 4° - 1995: 3° - 1997: 2° - 1999: 3° - 2001: 3° - 2003: 2° - 2005: 3° - 2007: 3° | - 2009: 3° - 2011: 3° - 2013: No participó - 2015: 4° - 2017: 2° - 2019: 4° - 2021: No participó |

### Juegos Suramericanos
| \| - 1978: No participó - 1982: No participó \| - 2010: - 2014: No participó \| - 2018: 3° \| - 2022: No participó \| |                              |            |                      |
| - 1978: No participó - 1982: No participó                                                                             | - 2010: - 2014: No participó | - 2018: 3° | - 2022: No participó |

### Juegos Bolivarianos
| \| - 1938: Campeón - 1965: Campeón - 1973: Campeón \| - 1977: Campeón - 1985: - 2001: Campeón \| - 2005: Campeón - 2009: Campeón - 2013: \| - 2017: Campeón - 2021: Por disputarse \| |                                         |                                         |                                        |
| - 1938: Campeón - 1965: Campeón - 1973: Campeón | - 1977: Campeón - 1985: - 2001: Campeón | - 2005: Campeón - 2009: Campeón - 2013: | - 2017: Campeón - 2021: Por disputarse |

### Juegos Centroamericanos y del Caribe
| \| - 1930: No participó - 1935: No participó - 1938: No participó - 1946: No participó - 1950: No participó - 1954: No participó \| - 1959: - 1962: - 1966: - 1970: - 1974: 4° - 1978: \| - 1982: - 1986: 4° - 1990: - 1993: - 1998: - 2002: \| - 2006: - 2010: - 2014: 5° - 2018: 5° - 2022: No participó \| |                                                    |                                                    |                                                            |
| - 1930: No participó - 1935: No participó - 1938: No participó - 1946: No participó - 1950: No participó - 1954: No participó | - 1959: - 1962: - 1966: - 1970: - 1974: 4° - 1978: | - 1982: - 1986: 4° - 1990: - 1993: - 1998: - 2002: | - 2006: - 2010: - 2014: 5° - 2018: 5° - 2022: No participó |

### Copa Panamericana
| \| - 2006: No participó - 2007: No participó - 2008: No participó - 2009: No participó \| - 2010: 9° - 2011: 6° - 2012: 7° - 2013: No participó \| - 2014: 5° - 2015: - 2016: No participó - 2017: 7° \| - 2018: No participó - 2019: No participó - 2021: No participó - 2022: No participó \| |                                                       |                                                    |                                                                                     |
| - 2006: No participó - 2007: No participó - 2008: No participó - 2009: No participó | - 2010: 9° - 2011: 6° - 2012: 7° - 2013: No participó | - 2014: 5° - 2015: - 2016: No participó - 2017: 7° | - 2018: No participó - 2019: No participó - 2021: No participó - 2022: No participó |

### Copa América
| \| - 1998: 5° - 1999: 6° \| - 2000: 6° - 2001: 5° \| - 2005: 6° - 2007: No participó \| - 2008: 3° \| |                       |                                 |            |
| - 1998: 5° - 1999: 6°                                                                                 | - 2000: 6° - 2001: 5° | - 2005: 6° - 2007: No participó | - 2008: 3° |

## Palmarés
- Juegos Panamericanos:
  -  Medalla de oro (1): 2003.

- Campeonato Sudamericano:
  -  Subcampeón (10): 1964, 1967, 1969, 1975, 1977, 1979, 1985, 1997, 2003 y 2017.
  -  Tercer lugar (12): 1962, 1973, 1987, 1989, 1991, 1995, 1999, 2001, 2005, 2007, 2009 y 2011.
- Juegos Suramericanos:
  -  Medalla de plata  (1): 2010.
  -  Medalla de bronce  (1): 2018.

- Juegos Centroamericanos y del Caribe
  -  Medalla de plata (5): 1959, 1966, 1970, 1978 y 2010.
  -  Medalla de bronce (7): 1962, 1982, 1990, 1993, 1998, 2002 y 2006.

- Juegos Bolivarianos:
  -  Medalla de oro (8): 1938, 1965, 1973, 1977, 2001, 2005 y 2009, 2017
  -  Medalla de plata  (2): 1985 y 2013.

- Copa Panamericana:
  -  Medalla de bronce (1): 2015.

- Preolímpico Sudamericano de Voleibol Masculino 
  -  Medalla de plata  (1): 2015
  -  Medalla de oro  (1): 2020

- Copa América:
  -  Tercer lugar (1): 2008.

### Selección sub-21
- Campeonato Mundial de Voleibol Masculino Sub-21:
  -  Tercer lugar (1): 2001
  -  Cuarto lugar (2): 1997, 1999

- Copa Panamericana de Voleibol Masculino Sub-21: 
  -  Campeón (1): 2011

- Campeonato Sudamericano de Voleibol Masculino Sub-21:
  -  Campeón (1): 2000
  -  Subcampeón (4): 1994, 1996, 1998, 2002
  -  Tercer lugar (10): 1976, 1986, 1988, 1990, 1992, 2004, 2006, 2008, 2010, 2012

### Selección Sub-19
- Campeonato Mundial de Voleibol Masculino Sub-19:
  -  Subcampeón (1): 1999

- Campeonato Sudamericano de Voleibol Masculino Sub-19:
  -  Subcampeón (4): 1994, 1996, 1998, 2000
  -  Tercer lugar (7): 1978, 1980, 1990, 2002, 2006, 2008, 2010